# Wajdelota

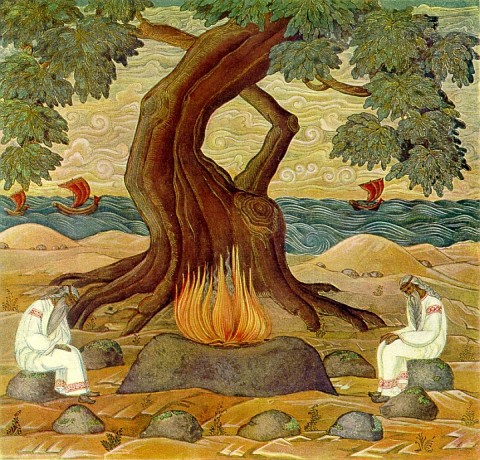
Wajdeloci na obrazie Nikołaja Roericha

Wajdelota – kapłan niższego rzędu w przedchrześcijańskich Prusach i Litwie, wieszcz oraz wróżbita.

## Etymologia
Wyraz wajdelota wprowadził do języka polskiego Adam Mickiewicz.
Aleksander Brückner uznawał wyraz wajdelota za słowo zmyślone, wywodzące się z pruskiego waidlemai, oznaczającego wróżymy, guślimy. Inni badacze uznali wyraz Waidelott(e) za autentyczny, objaśniając jego pochodzenie na gruncie słowotwórstwa pruskiego lub litewskiego.
W kronice Szymona Grunaua słowo wajdelota zostało odnotowane w kilku wariantach: jako Waidelott(e), Waidlott(e) lub Waidolott(e). W języku polskim alternatywnymi formami zapisu słowa wajdelota były m.in.: wejdalota (u Narbutta), weidalyt (u Kraszewskiego) czy wajdeluta (u Mickiewicza).
Kazimieras Būga uznał, że słowo wajdelota pochodzi od pruskiego Waidel-er (którego odpowiednikiem ma być starolitewskie Vaidilas), które pochodzi od praindoeuropejskiego u̯oid, oznaczającego wiedzieć (w podobny sposób powstało litewskie słowo žynys oznaczające pogańskiego kapłana i wieszcza, w jego przypadku podstawą słowotwórczą był jednak czasownik žinoti oznaczający znać, od niego pochodzi nazwa znicz). Ernst Fraenkel przyjął podobne stanowisko w sprawie pochodzenie słowa wajdelota, wywodząc je od starolitewskiego vaidila (wędrowny śpiewak, czarownik), jednak wywodził to słowo z praindoeuropejskiego u̯eid, oznaczającego widzieć. Reinhold Trautmann, podobnie jak Brückner, wywodzi słowo wajdelota od pruskiego waidliemai. Inna teoria łączy pochodzenie słowa wajdelota z bezokolicznikiem waid-lai i formą waid-lai-tojis oznaczającą posiadający wiedzę tajemną; słowo to miało z czasem zmienić swoje znaczenie na uprawiający czary, czarownik, a z czasem wejść do niemieckiego dialektu Prus Wschodnich w formach takich jak Weidelei czy Weidleler.

## Zadania
Wajdeloci mieli zajmować się m.in. składaniem ofiar, wróżbami, rytuałami, wyznaczaniem dni świątecznych oraz leczeniem.

## W źródłach pisanych
Po raz pierwszy wzmiankowani u rezydującego w Prusach przeora kartuzów Heinricha Beringera (pierwsza połowa XV wieku). Bardziej popularna stała się relacja z kroniki Szymona Grunaua, wedle której wajdeloci podlegali kriwemu i odpowiadali za przekazywanie ludziom boskiej woli (obwieszczanej przez kriwego), odprawianie rytualnych obrzędów i leczenie. Mieli mieszkać zarówno w Romowe, jak i zwykłych osadach. Od wajdelotów wymagano osiągnięcia odpowiedniego wieku, częstej modlitwy i życia w czystości. Spośród wajdelotów wybierano kriwego. O strażnikach świętego ognia w Romowe wspomina Jan Długosz, jednak nie nazywa ich wajdelotami. W Księdze Suduwskiej opisane zostały rytuały, jakie wajdeloci mieli odprawiać w celu wykrycia kradzieży.

## Uczta kozła

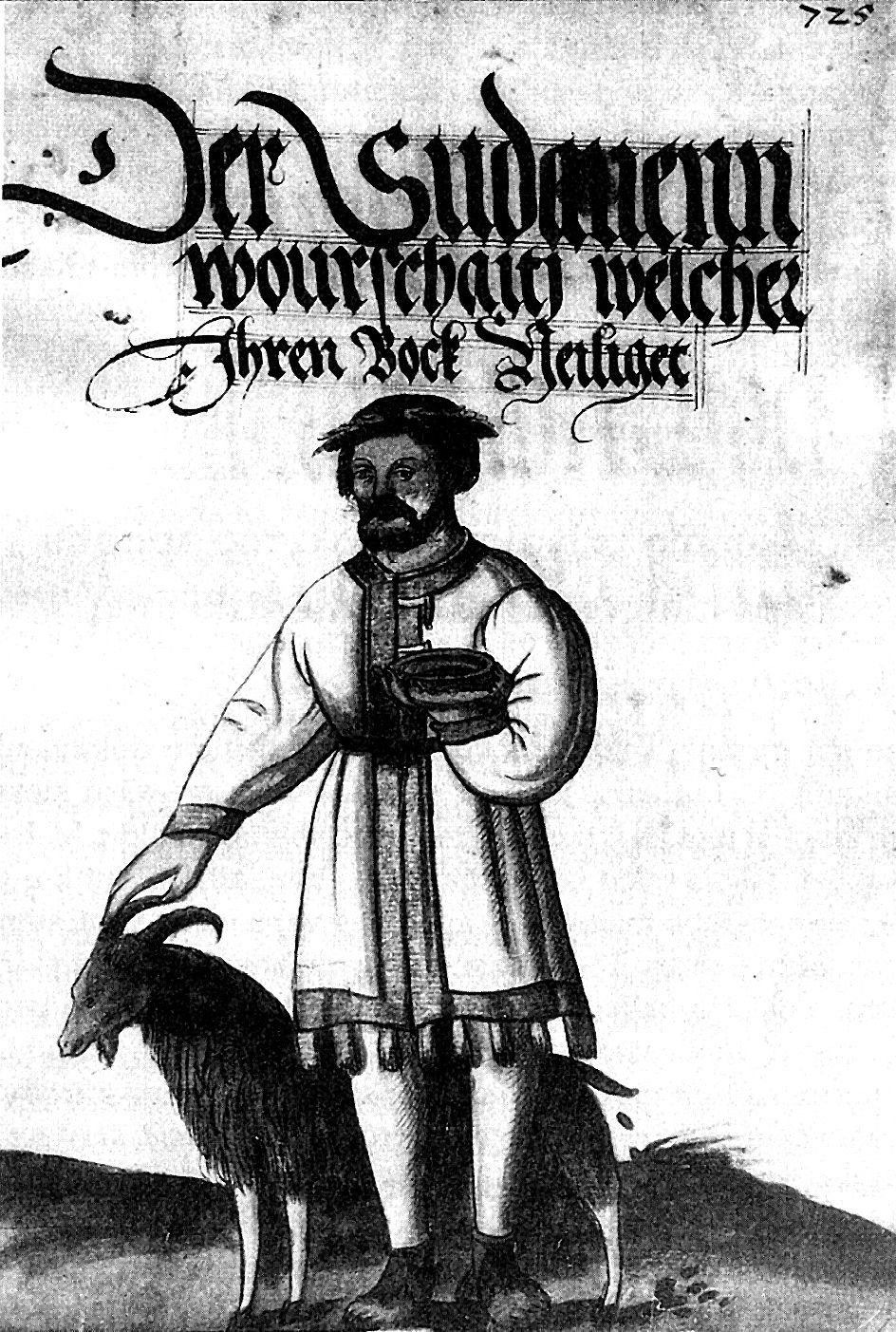
Ilustracja z Księgi Suduwskiej – wajdelota składający kozła w ofierze

Wajdelota (nazywany także wurszajtą) miał sprawować obrzęd nazywany ucztą kozła.
Obrzęd ten opisany jest u Szymona Grunaua, który w swojej relacji opisuje wydarzenia, jakie miały mu się przytrafić. Grunau miał natrafić na potajemne zebranie Prusów, do których stary wajdelota przemawiał po prusku. Wajdelota miał przewodzić obrzędowi tzw. wajdelotowania, w czasie którego siedział na wysokim krześle i wygłaszał do zgromadzonych kazanie, w którym pouczał Prusów o tradycji ich przodków i ich wielkich czynach, a także wyliczał zasady moralne i przykazania wiary. Potem dochodziło do rytualnego ofiarowania kozła, przed którym odprawiono modły, a ich uczestnicy wyznawali swoje grzechy przeciwko naukom wajdeloty. Po zabiciu kozła wajdelota miał pouczać grzeszników i dawać im rozgrzeszenie. Następnie przystępowano do pieczenia kozła i rytualnej uczty. Na relacje Grunaua powołał się w Adam Mickiewicz swoich przypisach do Grażyny.
Opis uczty kozła występuje również u Macieja Stryjkowskiego. Prowadzącego obrzęd nie nazywa on jednak wajdelotą, lecz wurszajtą. Według Stryjkowskiego Prusowie i Żmudzini raz do roku gromadzili się na obrzęd, w czasie którego wurszajta (z wiankiem na głowie) odprawiał modły nad kozłem lub bykiem, przyzywając pogańskich bogów i wypowiadał słowa, w których deklarował, że kozioł lub byk jest ofiarą przebłagalną. Po zabiciu kozła dochodziło do uczty.
Podobny opis uczty kozła znajduje się u Jana Łasickiego, który opisywał wierzenia Jaćwingów. Według jego relacji Jaćwingowie po zakończeniu żniw przeprowadzali uroczysty obrzęd, w czasie którego prowadzący obrzęd wurszajta kładł na ofiarnego kozła ręce, podnosił go do góry, wzywając bogów, a następnie opuszczał i rozpoczynał kazanie dotyczące znaczenia ofiary oraz śpiewanie hymnów. Po tym zabijano kozła i przystępowano do hucznej uczty.
Wurszait jest utożsamiany z wajdelotą. Uczta kozła, której przewodził wajdelota, była staropruską uroczystością dziękczynną, będącą odpowiednikiem dożynek. Zdaniem Pawła Kawińskiego w czasie uroczystości (przed złożeniem ofiary) wajdelota opowiadał zgromadzonym o czynach ich przodków i ich pochodzeniu. Zdaniem Kawińskiego wajdeloci byli zatem powiernikami wiedzy mitycznej, dbającymi o wierne przekazanie dziedzictwa kulturowego.

## Interpretacje

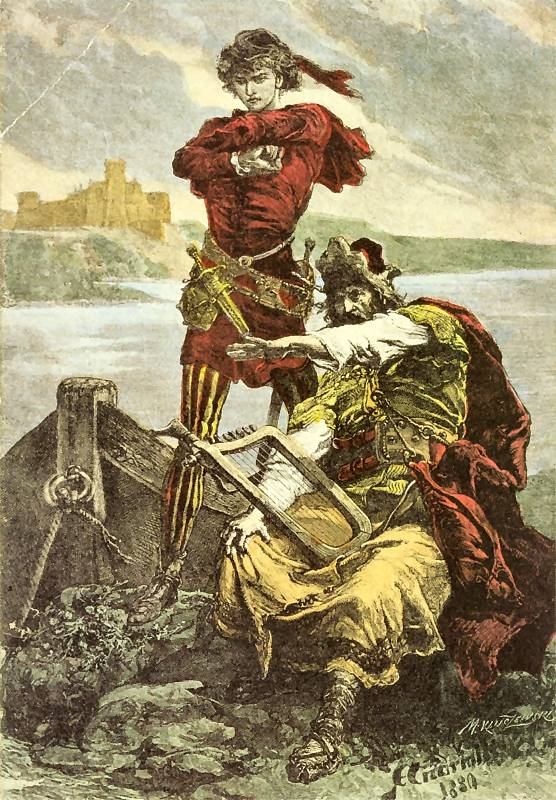
Walter Alf (Konrad Wallenrod) i litewski wajdelota Halban na obrazie Michała Elwiro Andriollego

W odautorskich przypisach do Grażyny Adam Mickiewicz charakteryzował wajdelotów jako kapłanów, których obowiązkiem było opiewać ludowi czyny przodków, zwłaszcza w czasie uczt kozła. Mickiewicz powołuje się na dzieło Versucht einer Geschichte der Hochmeister Johanna Nicolausa Beckera, w którym opisuje on ucztę wydaną po obiorze Winricha von Kniprode na wielkiego mistrza zakonu krzyżackiego. W czasie uczty swoją pieśń miał zaśpiewać niemiecki minnensinger, który został nagrodzony oklaskami i złotym pucharem. Zachęciło to pruskiego poetę Rixelusa do zaśpiewania pieśni po prusku o dziejach króla Wajdewuta (według Miciewicza Rixelius był poetą litewskim i śpiewał po litewsku). Niezrozumiany Rixelius miał zostać wyśmiany przez krzyżaków i zamiast nagrody otrzymać garść orzechów. Na podstawie tej wzmianki Mickiewicz wnioskuje, iż dawna literatura pruska i litewska musiały być bogate w poezje heroiczne i historyczne. Następnie Mickiewicz w przypisie opisuje wypędzenie z Prus wajdelotów, których nazywa litewskimi bardami znającymi i sławiącymi dzieje narodowe. Zdaniem autora z czasem wajdeloci i ich pieśni wraz z chrystianizacją Prus i Litwy poszli w zapomnienie, a ich utwory przetrwały jedynie wśród prostego ludu i w czasie rytualnych uczt kozła.
Interpretacja Mickiewicza (później zawarta w Konradzie Wallenrodzie) wpłynęła na zmianę wizerunku wajdelotów i postrzeganie ich jako bardów, pieśniarzy i opiekunów pruskiego eposu.
Słownik encyklopedyczny Brockhausa i Efrona opisywał wajdelotów jako strzegących świętego ognia kapłanów i wróżbitów. Do ich zadań należało także składanie ofiar, wyznaczanie czasu świąt, udział w wyprawach wojennych, leczenie ludzi i zagrzewanie do walki. W sakralnej hierarchii mieli znajdować się poniżej kriwego, a nad innymi kapłanami (np. wurszajtami). Ich strój miał składać się z długiej, przepasanej szerokim białym pasem tuniki oraz noszonego w trakcie ofiar zielonego wieńca. Jedyną różnicą pomiędzy wajdelotami a wajdelotkami było to, że wajdelotom, w przeciwieństwie do wajdelotek, wolno było zawierać małżeństwa. Zakaz zawierania małżeństw wśród wajdelotek miał nie być jednak ściśle egzekwowany (przykład Biruty).
Krytyczny wobec mitologii litewskiej Aleksander Brückner odrzucił historyczność wajdelotów (jak i np. kriwego) i stwierdził, że słowo to jest zmyślone i Litwie zupełnie obce, a wajdeloci i litewscy bardowie nigdy nie istnieli.
Według Maxa Toeppena wajdeloci mieli pośredniczyć pomiędzy słabym człowiekiem a tajemniczymi siłami (w tym znaczeniu wajdelota to guślarz).

## Historyczne wajdelotki
Najbardziej znaną historyczną wajdelotką była Biruta, żona wielkiego księcia litewskiego Kiejstuta i matka Witolda.

## W literaturze
Stary litewski wajdelota Halban występuje jako jedna z głównych postaci powieści poetyckiej Adama Mickiewicza pt. Konrad Wallenrod. Obecny na krzyżackim dworze Halban wychowuje głównego bohatera w duchu patriotyzmu, przypominając mu o jego pochodzeniu. Józef Tretiak uznał Halbana za uosobienie poezji narodowej, która pobudza Waltera Alfa do działania, zaś Józef Ujejski twierdził, że wallenrodyzm zrodził się z pieśni Halbana. Halban jest uznawany za nieodłącznego towarzysza Wallenroda, który wpływa na jego decyzje niemal przez całe życie. Słowo wajdelota występuje również w znanych fragmentach utworu, takich jak Pieśń wajdeloty i Powieśc wajdeloty.
Zdaniem Juliana Krzyżanowskiego kreacja wajdeloty Halbana jest wyrazem poszukiwania rodzimego odpowiednika Homera (którego Mickiewicz uznawał za poetę arcyludowego), na wzór Osjana. Halban został nazwany wieszczem, osjanicznym śpiewakiem i uosobieniem pieśni gminnej (bowiem zdaniem Mickiewicza dawne pieśni przetrwały jedynie wśród prostego ludu), którego utwory nawiązywały do litewskich podań i tradycji kształtujących Waltera. Postać Halbana była wzorowana na Leandrze von Albanusie, jednym z towarzyszy Konrada Wallenroda, oraz pruskim poecie Rixeliusie. 
Konrad Wallenrod miał kluczowy wpływ na budowę romantycznego i postromantycznego wizerunku wajdeloty.
Poza tym wajdelota:
- jest wzmiankowany w Grażynie autorstwa Adama Mickiewicza[7].
- jest wzmiankowany w łotewskim eposie narodowym Lāčplēsis[19].
- pod imieniem Konis występuje w powieści Józefa Ignacego Kraszewskiego pt. Kunigas[20].

## Współcześnie
- Wajdeloci stanowią część hierarchii duchownych neopogańskiej wspólnoty Romuva[21][22].
- W Gdańsku znajduje się ulica Wajdeloty[23].
- Literacka postać wajdeloty Halbana została upamiętniona na pomniku Konrada Wallenroda w Sędziszewie.

## Galeria

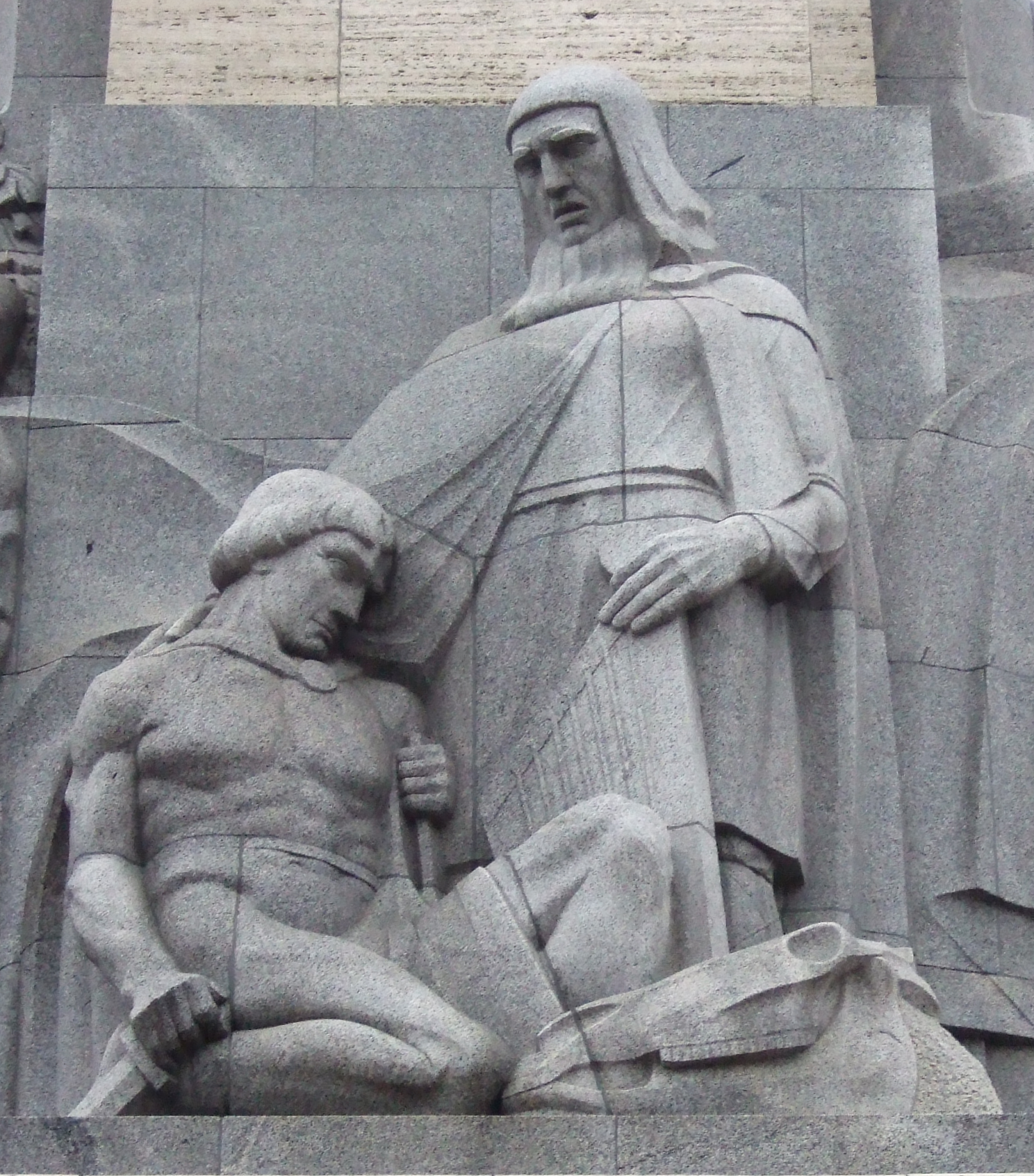
Wajdelota z kokle na Pomniku Wolności w Rydze
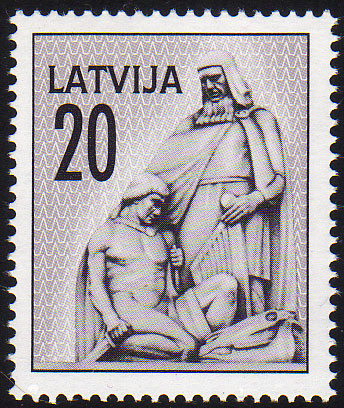
Łotewski znaczek pocztowy nawiązujący do wizerunku z pomnika
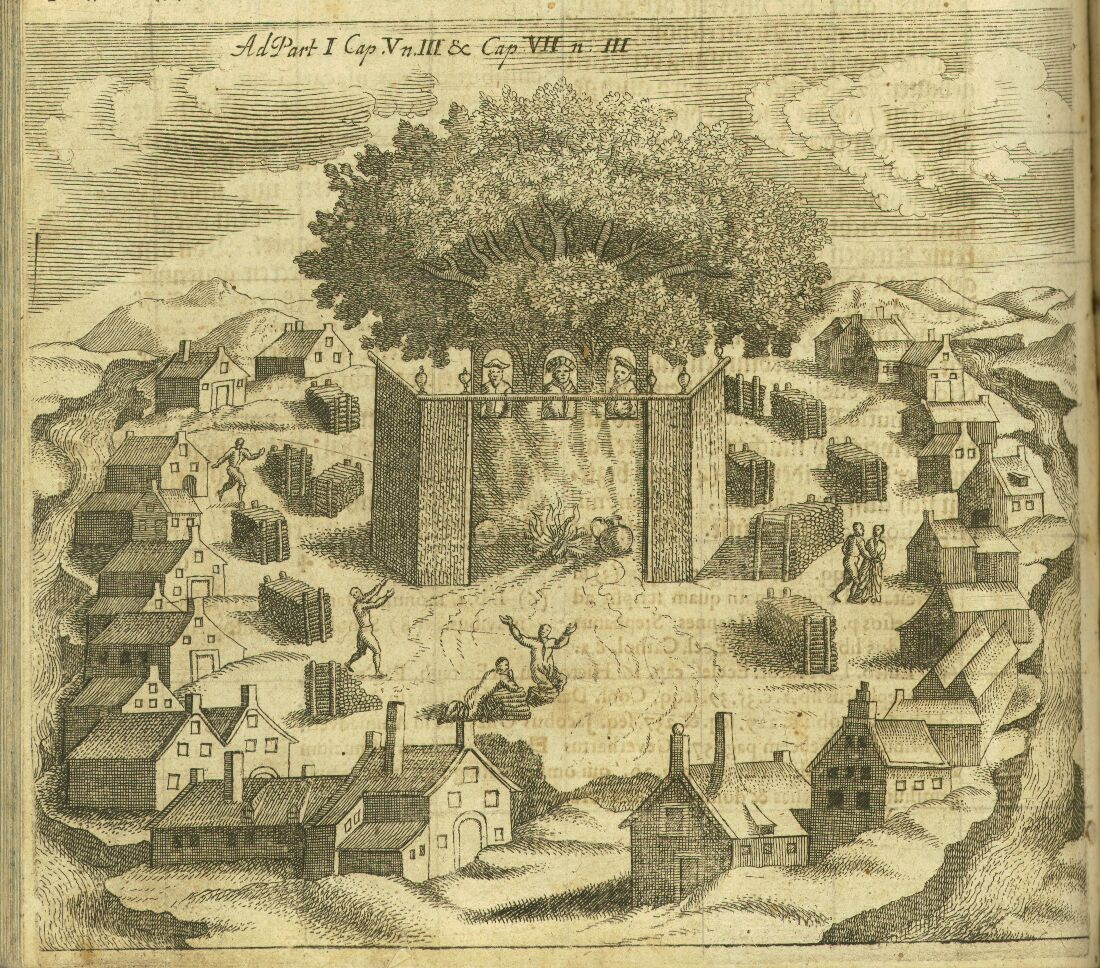
Wizerunek Romowe, w którym to mieli między innymi rezydować wajdeloci
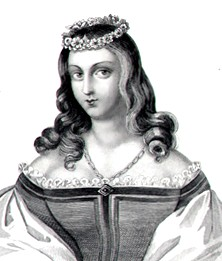
Wielka księżna Biruta, wajdelotka